# Брегово
Вижте пояснителната страница за други значения на Брегово.
Брѐгово (изписване до 1945 година: Брѣгово) е град, разположен в най-северозападната част на България. Той е административен център на община Брегово, област Видин. По данни на ГРАО към 15 март 2024 г. в града живеят 2146 души по настоящ адрес и 2258 души по постоянен адрес.

## География
Брегово е малък град, намиращ се на границата с Република Сърбия. Той е разположен на 6 километра от устието на река Тимок, която се влива в река Дунав. Намира се на 26 km от областния център Видин, на 84 km от Лом и на 223 km от столицата София.
Градът е известен и с това, че през него преминава най-краткият път от Северна България за Централна Европа благодарение на пуснатото в експлоатация ГКПП Брегово (1978 г.).

### Местности
В землището на град Брегово са разположени 18 местности:
- Царина
- Падина
- Ливез
- Шегарча
- Масларица
- Валя маре
- Потяка
- Фънтъна Паркалабещи
- Варкан
- Чунов бунар
- Туфа
- Каста Барчи
- Широка
- Фънтъна Налта
- Зелена
- Муара алудинте
- Елещеф
- Кот

## История
Първото упоменаване на града е от 1560 година, когато фигурира в османски регистър. Името идва от „брег“.
Селището се споменава от Феликс Каниц във връзка със сражението при Велики Извор, като авторът сочи, че в Брегово работят църква и училище.
При избухването на Балканската война в 1912 година 2 души от Брегово са доброволци в Македоно-одринското опълчение.
В първите години на комунистическия режим в повечето влашки села във Видинско голямо влияние има Българският земеделски народен съюз – Никола Петков. През 1947 година в селото се стига до насилствена саморазправа с комунистически агитатори, събиращи т.нар. наряди. През 1950 – 1951 година 21 семейства (84 души) от селото са принудително изселени от режима.
През 1951 година Държавна сигурност разкрива голяма горянска група, ръководена от Борис Чунов, действаща в Брегово и съседните села Балей, Връв и Ракитница. Проведени са три показни процеса във Видин и Враца, като от арестуваните 60 души, 42-ма са осъдени, включително седем души на смърт.
В същото време комунистите също се стремят да спечелят подкрепата на влашката общност. С времето тази политика постига известен успех и някои власи се издигат до важни постове в местната партийна номенклатура. Повечето от тях са от Брегово, като селото започва да бъде наричано в района „Сталинград“, а през 1974 година получава статут на град, превръщайки се в опора на комунистическото влияние в района.

## Население
Населението се състои от т.нар. власи, за произхода на които все още се спори. В миналото селото се е състояло от 2 български и една влашка махала, като после българските махали са били претопени. Населението говори български и влашки език. Влашкият е разпространен и на другия бряг на Тимок – в Сърбия, където ползват и двата – влашки и сръбски език, в ежедневното общуване. Близостта на обичаите, лекотата на общуването и винопроизводството на двата бряга на Тимок при устието му благоприятстват за развитието на съседски взаимоотношения. Градът, както и общината, на която е център, са с отрицателен прираст на населението. Делът на ромското население в града наближава 15% с трайна тенденция за увеличаване.
Численост на населението според преброяванията през годините:
| \| Година на преброяване \| Численост \| \| --------------------- \| --------- \| \| 1934 \| 7229 \| \| 1946 \| 6920 \| \| 1956 \| 6540 \| \| 1965 \| 5999 \| \| 1975 \| 5525 \| \| 1985 \| 3935 \| \| 1992 \| 3554 \| \| 2001 \| 3111 \| \| 2011 \| 2527 \| \| 2021 \| 1794 \| |           |
| Година на преброяване | Численост |
| 1934 | 7229      |
| 1946 | 6920      |
| 1956 | 6540      |
| 1965 | 5999      |
| 1975 | 5525      |
| 1985 | 3935      |
| 1992 | 3554      |
| 2001 | 3111      |
| 2011 | 2527      |
| 2021 | 1794      |

Етническият състав включва 2300 българи и 125 цигани.

## Религии
Църквата „Успение на Пресвета Богородица“ е построена на мястото на старата църква и е завършена през 1853 година.

## Политика
- 2019 – Илиян Бърсанов (ГЕРБ) печели на втори тур с 216 гласа срещу Милчо Лалов (БСП).
- 2015 – Милчо Лалов (БСП) печели на първи тур.
- 2011 – Милчо Лалов (БСП) печели на първи тур.
- 2007 – Милчо Лалов (БСП) печели на първи тур.
- 2003 – Милчо Лалов (БСП) печели на първи тур с 54% срещу Венизел Тропоцелов (НДСВ).
- 1999 – Милчо Лалов (БСП) печели на първи тур с 58% срещу Александър Попов (ОДС – СДС, Народен съюз, БСДС).
- 1995 – Александър Фирков (Предизборна коалиция БСП, БЗНС Александър Стамболийски, ПК Екогласност) печели на първи тур с 58% срещу Вилим Томов (Коалиция СДС, Народен съюз).

Настоящ заместник-кмет е Кремена Гогорицова.

## Икономика
Безработицата, предизвикана от унищожаването на Консервения комбинат, Филиала за помпи на „ВИПОМ“ Видин, ТПК „6 септември“, ТКЗС „Тимок“ в града е големият проблем, който не може да бъде решен вече от няколко кметски управи след 1989 г. Слабо е застъпена частната инициатива и то най-вече в сектор Търговия на дребно с оглед откриването на работни места.
Основен поминък на населението е личното стопанство посредством нископродуктивно земеделие и замиращо животновъдство. Работни места има главно в общинската администрация, образованието (все още съществува средно общообразователно училище „Св, св. Кирил и Методий“), социалния патронаж. Всички те са ползватели на средства от държавния бюджет. Търговските обекти за хранителни стоки, железария, питейните заведения също осигуряват минимална заетост.

## Обществени институции
- Полицейски участък Брегово
- На път за Сърбия

## Забележителности
Поречието на река Тимок десетилетия е било забранено за пребиваване заради съществуващата гранична зона. Поради това се е превърнало в оазис на дивата природа.

### Театри
- Самодейният състав в Сърбия
- Гергьовден
- На гости в Сърбия

Градът разполага с читалище и кинотеатър с 600 места. Във всички населени места на общината е запазена читалищната дейност. В гр. Брегово има самодеен фолклорен ансамбъл с ръководител Димитър Карчев, детски фолклорен състав с ръководител Татяна Стойкова, ученически духов оркестър с ръководител Христо Христов.

### Музеи
Сградата на бившия градски музей е реституирана.

## Редовни събития
Всяка година през месец май в община Брегово се провеждат Тимошки културни празници „Тимошка пролет“ с участието на самодейни състави от общината и от съседна Сърбия – празници, наситени с културни, просветни и общозначими мероприятия.
Ежегоден събор, провеждан в празничните дни около 15 август – „Успение на Пресвета Богородица“.

## Личности
- доктор Борис Джибров, бивш директор на Управление „Държавен протокол“ в Министерството на външните работи през 70-те и 80-те години на минали век.
- Георги Милков, репортер във в-к „24 часа“, отразява делото на българските медици в Либия.
- Златина Билярска, детска писателка, поетеса и журналистка
- Тримо Груйов, български революционер от ВМОРО, четник на Никола Карев[10]

## Кухня
- сарми от зелеви листа с накълцано месо е един от специалитетите в местната кухня, нито един по-голям празник не се провежда без това ястие
- качествените червени вина от старите директни сортове все още се намират в този край
- летен таратор
- прясна лютеница